# Isabelle Meyer
 (mars 2025).
Isabelle Meyer née en 1974 est une violoniste suisse.

## Biographie

### Formation
Isabelle Meyer commence le violon dès l'âge de six ans. Elle est plusieurs fois lauréate des Jeunesses musicales suisses avant d'intégrer en 1993 l'International Menuhin Music Academy, où elle se perfectionne sous la conduite d'Alberto Lysy. C'est également l'époque de ses premiers concerts, lorsqu'elle se produit en soliste avec la Camerata Lysy, ainsi qu'au cours d'une tournée européenne avec Yehudi Menuhin. En Suisse, elle suit également les cours d'Andrée Loew et de Jean Piguet, avant de partir à dix-sept ans pour la Juilliard School de New York. Elle y passe cinq ans durant lesquels elle suit les cours de Dorothy DeLay, tout en se produisant au Lincoln Center ou au Festival d'Aspen. Isabelle Meyer revient en Europe pour se perfectionner auprès d'un maître de l'école russe, Boris Kuschnir, qui enseigne à Vienne, et suit enfin l'enseignement de maîtres tels que le Russe  Zakhar Bron et les Hongrois György Sebök et Gabor Takács. Elle reçoit une bourse de la fondation Leenaards en 1997.

### Carrière de violoniste
Après ses études, Isabelle Meyer entreprend une carrière de concertiste internationale. Elle s'est produite en soliste avec l'Orchestre de chambre de Detmold, l'Orchestre symphonique de Timisoara, l'Orchestre symphonique de Radio Moscou, l'Orchestre symphonique de Brno, le Sinfonietta de Lausanne, et le Caecilia's Ensemble. Elle donne également des récitals en solo, notamment lors d'une tournée au Japon qui lui donne l'occasion de se produire au Kioi Hall de Tokyo, au Osaka Symphony Hall ou au Minato Mirai Hall de Yokohama. Elle enregistre, chez Gallo, l'intégrale des œuvres pour violon et piano de Ravel avec le pianiste Cédric Pescia, en 2003. Elle est propriétaire d'un violon Testore de 1694. 
Elle joue pendant plusieurs années au sein du duo qu'elle forme depuis 2004 avec le violoniste français Michael Zuber. Ensemble, ils organisent la série Art-en-ciel de 2005 à 2010, destinée à bâtir des ponts entre les différents types d'expression artistique. Ils se partagent en outre les pupitres de violons du Quatuor Rilke, accompagnés d'Emmanuel Bütler à l'alto et de Francesco Bartoletti au violoncelle.
Isabelle Meyer travaille sa voix en parallèle, ainsi que le violon jazz auprès de Didier Lockwood. Elle continue le travail d'Art-en-ciel avec Ayako Tanaka. Elle est en 2013 et en 2017 à l'affiche de concerts-conférence intitulés Le violon de Cupidon et Le violon des passions où elle donne la réplique au philosophe Luc Ferry.

## Sources
- « Isabelle Meyer », sur la base de données des personnalités vaudoises sur la plateforme « Patrinum » de la Bibliothèque cantonale et universitaire de Lausanne.
- "La valse des concours" 24 Heures, 1988/03/21
- Rime, Michel, "Isabelle Meyer parle de son violon comme d'un individu", 24 Heures, 2010/09/13, p. 40
- "Isabelle Meyer: "On a aussi de la graine à prendre"", 24 Heures, 2009/11/18, p. 42
- "Deux violonistes brisent le rituel du concert classique", Le Temps, 2006/09/23
- "Tout le monde A'Table", Journal de Morges, 2012/02/03, p. 9
- Ravel, Maurice, Complete works violin and piano, Lausanne: VDE-Gallo, 2003, cote BCUL: DCR 7057.